# Socialistische Solidariteit
De  Socialistische Solidariteit (Frans: Solidarité Socialiste), voorheen bekend als Entraide Socialiste, was een Belgische socialistische Noord-Zuidorganisatie.

## Geschiedenis
De eerste activiteiten vonden plaats tijdens het interbellum omstreeks 1936 als Belgische afdeling van de Internationale Socialistische Solidariteit (Frans: l’entraide internationale socialiste). Toen werden er heel wat solidariteitsactiviteiten georganiseerd voor de slachtoffers van Benito Mussolini in Italië en Francisco Franco in Spanje. Vanaf december 1947 werden de activiteiten geofficialiseerd met de oprichting van de Entraide Socialiste, een organisatie die zich in haar beginperiode voornamelijk bezighield met de opvang van politieke vluchtelingen. Vanaf de jaren 60 werden ook studenten uit ontwikkelingslanden opgevangen en werden de doelstellingen verder uitgebreid tot noodhulp en structurele ontwikkelingssamenwerking.
In 1978 werd de Entraide Socialiste omgevormd tot de Socialistische Solidariteit / Solidarité Socialiste en verschoven de kerntaken naar de opvang van politieke vluchtelingen (voornamelijk uit Chili) en de hulp aan Afrikaanse studenten en stagiairs. Daarnaast werd een Fonds voor Ontwikkelingssamenwerking (FOS) opgericht voor de sociale en economische ondersteuning aan initiatieven in het zuiden. Via dit FOS werden tal van organisaties, sociale bewegingen, maar ook overheden van pas onafhankelijk geworden staten of nieuwe regimes, met een breed gamma van activiteiten ondersteund. Daarbij stond de traditie van emancipatiestrijd van Europese arbeiders en bezitlozen centraal.
In 1986 ten slotte vond de splitsing van de unitaire organisatie plaats in enerzijds de Solidarité socialiste Formation, coopération & développement en anderzijds het Fonds voor Ontwikkelingssamenwerking - Socialistische Solidariteit.